# Thomas Larcher
Thomas Larcher (* 16. September 1963 in Innsbruck) ist ein österreichischer Komponist und Pianist.

## Leben
Thomas Larcher absolvierte seine Ausbildung an der Musikhochschule Wien bei Heinz Medjimorec und Elisabeth Leonskaja (Klavier) sowie bei Erich Urbanner (Komposition). Bereits während seiner Studienzeit wurde er als Pianist im Bereich der klassischen, vorrangig zeitgenössischen Musik bekannt. Unter anderem spielte er mit Dirigenten wie Claudio Abbado, Pierre Boulez, Dennis Russell Davies und Franz Welser-Möst und arbeitete eng mit Komponisten wie Heinz Holliger, Olga Neuwirth und Isabel Mundry zusammen. 1994 gründete er das Festival Klangspuren, das er bis 2003 leitete, 2004 das Kammermusikfestival Musik im Riesen, das bis 2022 in den Swarovski Kristallwelten stattfand. Seit 2023 ist er künstlerischer Leiter von listening closely, dem Nachfolgeprojekt von Musik im Riesen.
Larcher wurde als einer der bedeutendste Komponisten neuer klassischer Musik in Österreich charakterisiert. Seine frühen Arbeiten wie Naunz, Cold Farmer, Kraken sind vor allem von der Auseinandersetzung mit dem Klavier und mit kammermusikalischen Besetzungen geprägt. Sein erstes großes Orchesterwerk Red and Green, Auftragswerk für das San Francisco Symphony Orchestra, wurde 2011 unter der Leitung von Osmo Vänskä uraufgeführt. Mittlerweile umfasst sein orchestrales Werk mehrere Orchesterwerke mit Solisten (u. a. die beiden Klavierkonzerte Böse Zellen und Piano Concerto No. 2, Ouroboros für Violoncello und Orchester, ein Violinkonzert, „Die Nacht der Verlorenen“ für Bariton und Orchester) sowie drei Symphonien (Alle Tage, Kenotaph, A Line Above the Sky) sowie Love and the Fever. Eight poems by Miyazawa Kenji für Chor und Orchester. 2018 wurde Larchers erste Oper Das Jagdgewehr nach der gleichnamigen Novelle von Yasushi Inoue in der Inszenierung von Karl Markovics bei den Bregenzer Festspielen uraufgeführt.
Larcher war Composer in Residence beim Aldeburgh Festival, am Concertgebouw Amsterdam, an der Elbphilharmonie Hamburg, in der Wigmore Hall London und im Musikdorf Ernen. Seine Kompositionen sind Auftragswerke u. a. für das Lucerne Festival, das Southbank Centre London, die Wigmore Hall London, die Zaterdagsmatinee Amsterdam, das Gewandhausorchester Leipzig, die Österreichische Nationalbank, das Wiener Konzerthaus oder die BBC und entstehen für international renommierte Solistinnen und Solisten und Ensembles wie das San Francisco Symphony Orchestra, die Wiener Philharmoniker, die Berliner Philharmoniker, die London Sinfonietta, das Artemis Quartett, das Belcea Quartett, Heinrich Schiff, Matthias Goerne, Mark Padmore, Paul Lewis, Kirill Gerstein, Till Fellner, Jean-Guihen Queyras, Viktoria Mullova, Matthew Barley.
Musik von Thomas Larcher wurde für das Ballett Kaspar Hauser von Tim Plegge verwendet sowie für Die Liebe kann tanzen von Stephan Toss.
Thomas Larcher ist Mitglied des österreichischen Kunstsenats und der Bayerischen Akademie der Schönen Künste.

## Auszeichnungen
- 1986, 1992, 1998 Kunstpreis der Stadt Innsbruck für Instrumentalmusik
- 1998 Emil-Berlanda-Preis
- Choc – Le Monde de la musique
- Preis der deutschen Schallplattenkritik, Bestenliste 4/2006[14] und 1/2024[15]
- Editor’s Choice (Gramophone)
- 2012 British Composer Award, International Award[16]
- 2014–2015 Stoeger Prize[17]
- 2015 Österreichischer Kunstpreis[18]
- 2018 Ernst-Krenek-Preis[19]
- 2018 Prix de Composition Musicale der Fondation Prince Pierre de Monaco für Symphony No. 2 "Kenotaph"[20]
- 2019 Großer Österreichischer Staatspreis[21]
- 2021 Tiroler Landespreis für Kunst[22]

## Werke (Auswahl)
Oper
- Das Jagdgewehr – Uraufführung bei den Bregenzer Festspielen 2018, Libretto Friederike Gösweiner, nach Das Jagdgewehr (1949) von Yasushi Inoue[23][24]

Orchesterwerke
- Red and Green für großes Orchester (2010)
- Symphonie Nr. 2 Kenotaph (2015–16)
- Chiasma für Orchester (2017)
- Symphonie Nr. 3 A Line Above the Sky (2018–2019), Weltpremiere: Philharmonie Brünn, Dirigent Dennis Russell Davies.[25]
- Love and the Fever. Eight poems by Miyazawa Kenji for choir and orchestra translated by Roger Pulvers (2022–2023)

Orchesterwerke mit Soloinstrument/Solostimme
- Still für Viola und Kammerorchester (2002)
- Heute für Sopran und Orchester (2005/06)
- Böse Zellen für Klavier und Orchester (2006/rev. 2007)
- Konzert für Violine und Orchester (2008/2009)
- Konzert für Violine, Violoncello und Orchester (2011)
- A Padmore Cycle für Tenor und Orchester (2010–2011; 2014, besetzungsmäßig erweiterte Version von A Padmore Cycle für Tenor und Klavier)
- Alle Tage Symphonie Nr. 1 für Bariton und Orchester (2010–2015)[3]
- Ouroboros für Violoncello und Orchester (2015)
- Piano concerto für Klavier und Orchester (2020–21)

Ensemblewerke
- Nocturne – Insomnia für Ensemble (2007/2008)
- Die Nacht der Verlorenen für Bariton und Ensemble (2008)
- Wie der Euro nach Bern kam und wie er wieder verschwand für Ensemble (2012)
- My Illness Is the Medicine I Need für Sopran und Ensemble (2002/13, besetzungsmäßig erweiterte Version von My Illness Is the Medicine I Need für Sopran, Violine, Violoncello und Klavier)
- The Living Mountain für Sopran und Ensemble (2019–2020) – mit Texten von Nan Sheperd in Kooperation mit der holländischen Fotografin Awoiska van der Molen

Vokalwerke
- Das Spiel ist aus für 24-stimmigen Chor (2012)

Kammermusik
- Cold Farmer, 1. Streichquartett (1990)
- Kraken für Violine, Violoncello und Klavier (1994–97)
- Mumien für Violoncello und Klavier (2001)
- My Illness Is the Medicine I Need für Sopran, Violine, Violoncello und Klavier (2002)
- Uchafu für Trompete und Klavier (2003)
- IXXU, 2. Streichquartett (1998–2004)
- Madhares, 3. Streichquartett (2006/07)
- A Padmore Cycle für Tenor und Klavier (2010–2011)
- Splinters für Violoncello und Klavier (2012)
- Lyrical Lights für Tenor und Klarinette (2013)
- lucid dreams, 4. Streichquartett (2015)
- A Padmore Cycle für Tenor und Klaviertrio (2010–2011, 2017; besetzungsmäßig erweiterte Version von A Padmore Cycle für Tenor und Klavier)
- deep red/deep blue für Flöte und Klavier (2018)

Werke für Klavier solo
- Klavierstück 1986
- Naunz für Klavier (1989)
- Noodivihik für Klavier (1992)
- Antennen-Requiem für H. (1999)
- Smart Dust für Klavier (2005)
- What Becomes/Was wird für Klavier (2009)
- Poems, 12 Stücke für Pianisten und andere Kinder (2010)
- Innerberger Bauerntanz für Klavier (2012)
- Movement for solo piano (2019)

Werke für Violoncello solo
- Vier Seiten für Violoncello (1997)
- Sonata für Violoncello (2007)

## Diskografie (Auswahl)
CDs mit Musik von Thomas Larcher
- Naunz (ECM, 2001)
- IXXU (ECM, 2006)
- Madhares (ECM, 2010)
- What Becomes (harmonia mundi, 2014)
- Kenotaph/Die Nacht der Verlorenen (Ondine, 2021)
- Alle Tage/Violinkonzert (Tonkünstler, 2021)
- The Living Mountain (ECM, 2023)

Thomas Larcher als Interpret
- Arnold Schönberg, Franz Schubert: Klavierstücke (ECM, 1999)
- Hanns Eisler: Ernste Gesänge – Lieder with piano (Thomas Larcher mit Matthias Goerne, Ensemble Resonanz) (harmonia mundi, 2013)